# Florian Chabrolle
Florian Chabrolle (Montmorency, Francia, 7 de abril de 1998) es un futbolista francés. Juega en la posición de centrocampista y su equipo es el R. C. Pays de Grasse del Championnat National 2 de Francia.

## Trayectoria

### Clubes
Firmó su primer contrato profesional con el OM en julio de 2017. Debutó oficialmente en la Liga Europa de la UEFA 2018-19, en la derrota 4 a 0 frente al Eintracht Fráncfort sustituyendo a Valère Germain en el minuto 68. Debutó en la Ligue 1 en la derrota 2 a 0 frente al Stade de Reims, reemplazando a Nemanja Radonjić en el minuto 59.
El 5 de enero de 2021 se marchó traspasado al A. C. Ajaccio con el que firmó hasta junio de 2023.

## Clubes
| Club                  | País    | Año       | Partidos | Goles |
| --------------------- | ------- | --------- | -------- | ----- |
| Olympique de Marsella | Francia | 2018-2021 | 3        | 0     |
| A. C. Ajaccio         | Francia | 2021-2023 |          |       |
| R. C. Pays de Grasse  | Francia | 2024-     |          |       |